# Blackhawks (historieta)
Blackhawks, o Escuadrón Blackhawk, es un comando de héroes de la Segunda Guerra Mundial que originalmente era una adaptación de una serie de películas, una novela y un programa de radio, pero, como historieta fue publicada por primera vez la editorial Quality Comics, que posteriormente DC Comics adquirió sus derechos y se hizo con su posterior publicación en adelante. La serie fue creada por el legendario Will Eisner, Chuck Cuidera y Bob Powell, pero el artista que más se ha asociado a la serie de historietas es Reed Crandall. El que sería el futuro artista de la primera encarnación de la Liga de la Justicia de América, el artista Dillin Dick a quién le sucedió en la década de 1950, continuando la serie después de su adquisición de DC Comics de dicha serie.
El equipo está formado por pilotos ases de diferentes nacionalidades. Cada uno se le conoce formalmente por un nombre clave, ya sea su nombre de pila o su apellido.

## Historia del equipo

### Equipo original
El equipo original apareció por primera vez en Militar Comics # 1 (agosto de 1941), haciendo su última aparición en el Blackhawk # 273 (noviembre de 1984). Han incluido durante sus aventuras a:
- Blackhawk - El líder del grupo. Originalmente identificado como un piloto estadounidense, pero más tarde en la serie lo identificaron con ascendencia polaca. Su nombre real era desconocido hasta el la edición del Blackhawk # 242 (de los meses agosto-septiembre de 1968) revelando que su nombre era Bart Hawk, un estadounidense de origen polaco.
- André Blanc-Dumont - Fue un piloto francés miembro de los Blackhawks.
- Olaf Bjornson - Era el miembro del equipo de ascendencia escandinava. Se cree que pudo ser sueco o o noruego. Nunca se especificó su verdadera nacionalidad.
- Chuck Wilson - Piloto estadounidense oriundo de Texas.
- Hans Hendrickson - Piloto holandés que fue miembro de los Blackhawks.
- Stanislaus (apellido desconocido) - Un piloto polaco que fue miembro de los Blackhawks, A diferencia del líder del equipo, el si reveló tener nacionalidad polaca.
- Chop-Chop (llamado Liu Huang en Blackhawk # 203; Mark Evanier lo renombró Wu Cheng desde el Blackhawk #251 al 273) - Era el miembro de origen chino e los Blackhawks, y quizá el único asiático que formó parte del equipo.
- Zinda Blake (Conocida como Lady Blackhawk) - Era la única mujer miembro de los Blackhawks, también es de origen estadounidense.

- Otros miembros que estuvieron por corto tiempo son: ZEG (de Polonia, tercer blackhawk con dicha nacionalidad), Boris (de Rusia, el único soviético en el equipo), Baker (piloto inglés). Estos desaparecieron después de sus primeras apariciones en las primeras aventuras en su publicación original de los años 40 con la Quality Comics y sus respectivas adaptaciones en los otros medios fuera del mundo de las historietas. Entre otros miembros, cabe citar al teniente Theodore Gaynor, un Marine estadounidense, que fue miembro por corto tiempo del equipo y que fue introducido en la serie en la década de 1980, y que tendría lugar una aventura a principios de la Segunda Guerra Mundial. Otro personaje importante era Miss Fear, que nunca se unió formalmente al equipo, pero apareció en repetidas ocasiones como una aliada en la década de 1940, y además de ser el otro referente femenino de dicha serie.
Los Blackhawks se han ido mostrando a través de los años cada una de sus estereotipicas formas de la década de 1940. Por ejemplo, André, que llevaba un fino bigote y hablando con un fuerte acento francés, es conocido por ser mujeriego. Olaf es típicamente representado como un sueco alto, hablando un mal inglés, casi que se le ha dejado en algunas ocasiones mudo a lo que pronucia o dice. Hendrickson (a veces representado como un alemán, aunque realmente sea holandés) es un hombre corpulento, luciendo un bigote espeso, germánico, y habla con un fuerte acento holandés o alemán. La forma de expresarse de Stanislaus siempre estuvo salpicado de epítetos polacos. En el caso de Blackhawk y Chuck son los menos estereotipados, tanto en su forma de hablar el inglés americano. En el transcurso de la serie, cada personaje también desarrollaría su propio eslogan.

#### Chop-Chop
Chop-Chop es a la vez el miembro más joven del equipo y con el mayor estereotipo. Este personaje es originalmente un cocinero del equipo, representado como una persona gorda, dientudo, y cómico, además, llevaba un peinado en forma de nudo-top y con un estereotipico traje cocinero en lugar del uniforme del Escuadrón Blackhawk y con hablar inglés muy entrecortado. La naturaleza esencial de esta versión original es el que se convirtió en el compañero de Blackhawk, debido a que viajaba a bordo con él en el avión en lugar de pilotar su propio avión Blackhawk. En esa primera época, fue un personaje muy popular en ese entonces. Cumplía la función humorística en la serie Blackhawks entre 1946 y 1955. Su descripción inicial, aunque ahora considerado muy ofensiva por muchos, por la atípica forma de representar a la gente asiática en la Segunda Guerra Mundial.
Esta descripción, que sigue siendo la misma desde su primera aparición en 1941 hasta mediados de 1950, se va transformando lentamente desde 1955 hasta 1964 hasta que finalmente se convierte en miembro de pleno derecho en el equipo que no sólo viste un uniforme del Escuadrón Blackhawk, sino también como piloto en su propio avión. Algunas de las historias posteriores, como en la década del su renacimiento en 1980, la referencia al hecho de como se sentía de que no le respetaban, incluso llevando el mismo uniforme que sus compañeros de equipo. En una historia de la década del 1980, sus compañeros se dieron cuenta de que le habían estado tratando injustamente y le otorgan un uniforme estándar y su propio avión de combate haciéndole una gran ceremonia que le marcaría como un miembro respetado de la fuerza.
Después de que toda la compañía DC Comics realizase el evento crossover Crisis en Tierras Infinitas, y hubiese modernizado y simplificado muchas de las publicaciones hechas hasta entonces por la editorial DC, especialmente sobre todo las aventuras que Chop-Chop representó, se sugirió hacer de este cómic de guerra para replantearlo a un estilo más cercano al cómic de aventuras, con Chop-Chop todavía en el papel de compañero. Posteriormente dándole un carácter más realista, dibujándolo en el uniforme estándar.

### La Base de Operaciones: La Isla Blackhawk
La Isla Blackhawk fue la base de operaciones para los Blackhawks. La isla contaba con una base aérea, y un arsenal secreto de armas capturadas, algunas de las cuales fueron incorporadas en los sistemas de defensa de la isla. Su situación cambiaba de vez en cuando.

### El Equipo de Chaykin
En 1987, el cómic innovador de Howard Chaykin modernizó a los Blackhawks con personajes más adultos y con una historia en un formato de Prestigio, en una miniserie de tres libros de corta duración. Equipo reformado hecho por Chaykin consistió en los siguientes integrantes:
- Janos Prohaska (Blackhawk) - El líder de los Blackhawks. Esta vez se acentúa su nacionalidad polaca.
- André Blanc-Dumont - El miembro francés de los Blackhawks.
- Olaf Friedriksen - Ahora su nacionalidad era danesa, el miembro escandinavo de los Blackhawks.
- Carlo "Chuck" Sirianni - Ahora su origen es italiano, pero criado en Hoboken, New Jersey, Estados Unidos, convirtiéndolo en un típico italoestadounidense.
- Ritter Hendricksen - Siguió siendo de origen holandés como a su vez miembro de los Blackhawks.
- Stanislaus Drozdowski - El otro miembro polaco de los Blackhawks.
- Weng Chan (Chop-Chop) - Nacido en China, pero se sostuvo que se había criado en San Francisco, California, Estados Unidos.
- Natalie Reed (Lady Blackhawk) - Ella es norteamericana. Miembro de la Blackhawks, quien sustituyó a Zinda Blake, de quien se había replanteado el papel femenino en el equipo. Al parecer, esto se debió a los sucesos de modernización e imagen del equipo de héroes de guerra de la II Guerra Mundial.[1]

Otros miembros que añadidos a los Blackhawks para esta serie inspirada por Chaykin fueron: Grover Baines (de nacionalidad Norteamericana), Quan Chee Keng, conocido como "Mairzey" ( de Malasia, se convertiría en el segundo asiático en la post-crisis), y Paco Herrera (de nacionalidad mexicana, el primer latino en formar parte en el equipo). La versión de Chaykin de los Blackhawks fue tan exitosa que DC le dio un lugar en un número semanal de Action Comics y luego una serie de corta vida. La versión de los Blackhawks Chaykin fue reemplazada por el equipo original en la continuidad del universo DC a partir de entonces, con algunas excepciones:
- En 1999, en JLA: Año Uno una serie limitada, realizada por el exitoso Mark Waid, Brian Augustyn, y Barry Kitson, incluyeron un cameo del equipo original Blackhawk que incluso mostraron utilizando los trajes de los superhéroes apareciendo por un corto tiempo en la década de 1960.

- Zinda Blake ( Lady Blackhawk ) que en su momento había reaparecido debido al evento de 1994 de DC Comics, Hora Cero: Crisis en el Tiempo, y se convirtió en un personaje regular en los cómics protagonizado por el personaje Guy Gardner, Warrior. Desde 2004-2009, apareció como la piloto de apoyo como personaje del equipo que combate el crimen en la serie Birds of Prey.

### Los Blackhawks delsigloXXI
En septiembre de 2011, DC lanzó un nuevo volumen de los Blackhawks como una nueva serie mensual, sin vínculos directos con las encarnaciones anteriores. El libro se concentra en la actualidad, sin ninguna aparición o la mención de los Blackhawks de antes, aunque hay una nueva "Lady Blackhawk". El libro comparte la configuración del reinicio de la Continuidad del Universo DC establecido por la saga 'Flashpoint' siendo esta serie como parte de
dicha iniciativa.

## Biografía de la publicación

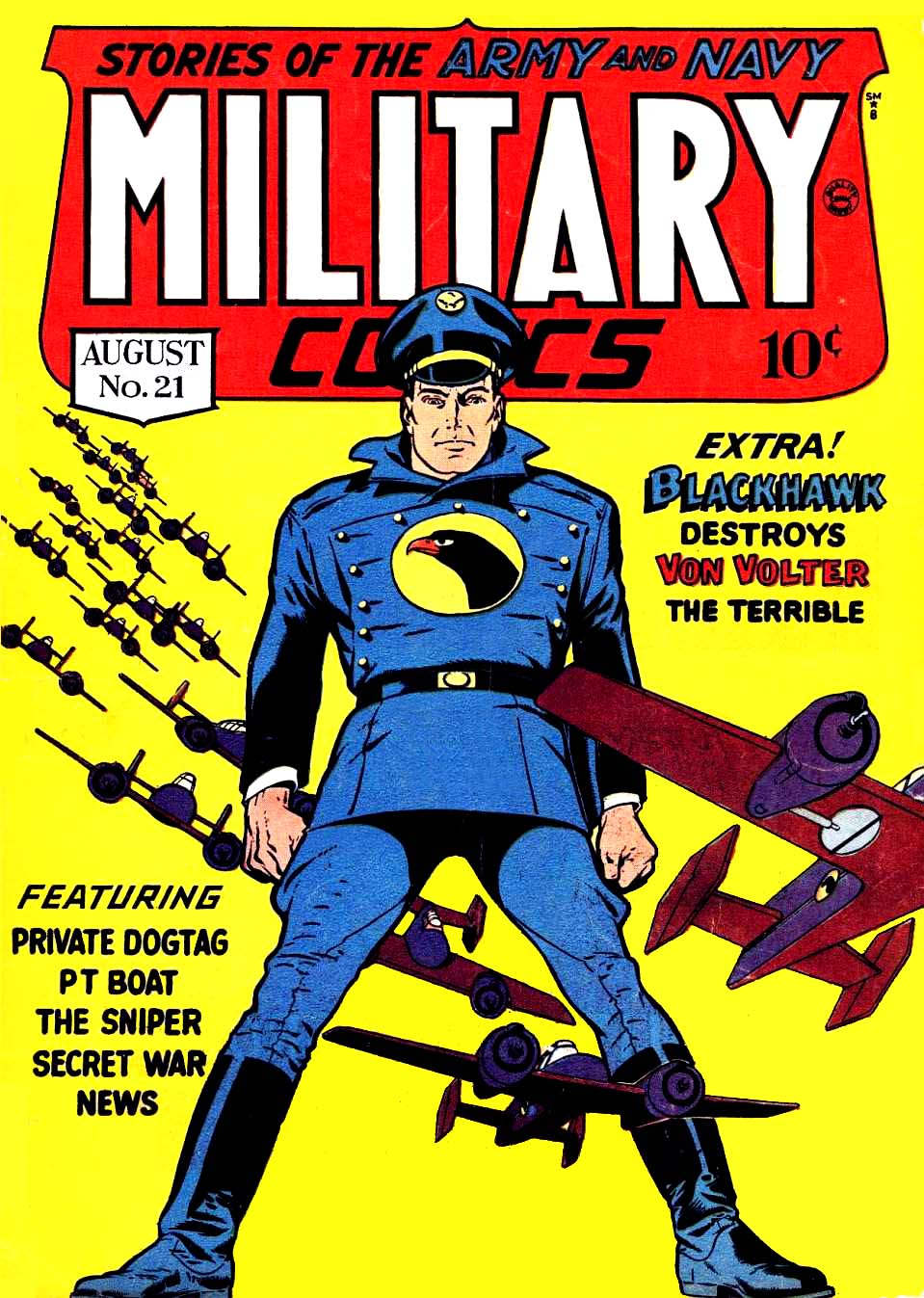
Blackhawk, Militar Comics, 1943.

Los Blackhawks se estrenaron en las historietas en la revista mensual de Quality Comics en Militar Comics # 1, en agosto de 1941, y apareciendo como publicación desde hace mucho tiempo, así como su propio cómic. La Militar Comics pasó a llamarse Modern Comicsy finalmente dicha serie sería cancelada en el #102 (en octubre de 1950), pero esta revista fue auto-nombrada (que había debutó en 1944) como Blackhawks continuó siendo publicada por Quality Comics hasta el #107 en 1956. Quality Comics había cerrado sus publicaciones por entonces, pero el título ya había integrado con el Universo DC y se continuó publicando continuamente hasta #243 (noviembre de 1968), momento en que su género se había vuelto demasiado anacrónico
para competir con el aumento de los cómics de superhéroes.
El tiempo mismo también jugó un papel importante en la cancelación. Los Blackhawks como concepto de héroes de guerra como habían sido atados fuertemente a la Segunda Guerra Mundial, y como el paso de los años se hizo más y más difícil de suspender la incredulidad sobre sus aventuras con los personajes contemporáneos.
Esto llevó a una serie que intenta de manera desastrosa actualizar sus cómics: en un primer momento, el equipo comenzó a luchar con más y más adversarios, llegando incluso al nivel de pelear con supervillanos, y luego de un desastroso intento que se hizo para convertir el equipo en sí mismos como superhéroes, en la llamada Nueva Era Blackhawk (# desde el 228 hasta el 241). A pesar de que sería restaurado a sus raíces originales, el daño ya estaba hecho, y sólo dos puntos principales de la revista hicieron que después del final de la Nueva Era Blackhawk, el cómic fuese cancelado por primera vez en toda su larga historia. Durante la década de 1970 en un período corto, entre los números (# 244 y el # 250) se intentó hacer una segunda actualización, pero desde entonces casi todos los avistamientos de los Blackhawk (pocos y distantes entre sí) son de naturaleza retrospectiva. Una bien recibida serie de 1980 (que también volvería a ser ambientada en la Segunda Guerra Mundial), fue escrita por Mark Evanier e ilustrada por Dan Spiegle (acogiendo los números del #251 al 273), ya habían reinventado los personajes del título como el dedicado al líder, del cual hacían su nacionaldad íntegramente polaca en lugar de un americano de ascendencia polaca. En la década de 1980 una miniserie escrita por Howard Chaykin había reinventado dicha serie al equipo de la Segunda Guerra Mundial (con un ambiente un poco más adulto, sobre todo en torno a todos los personajes en si), con sus continuas aventuras en pequeñas historias de posguerra adjuntas en la serie de Action Comics en la edición semanal (ediciones que correspondieron a los números # 601-608, # 615-622, # 628-634 y # 635) y luego volerían a su propia serie de breve duración que surgió a principios de 1990.
Desde entonces, sólo los integrantes modernos del equipo han hido apareciendo, por lo general como los Blackhawk Express o aquella historia sobre el desplazamiento temporal de Lady Blackhawk. Uno de los mejores ejemplos de ello fue la aparición en la década de 1990 de Chop-Chop, en unos pocos temas de la serie de DC, Hawkworld, que naturalmente lo describen como un hombre de mediana edad, respetable hombre de negocios, queriendo siempre deshacerse de sus atavíos del estereotipo racial. Sin embargo, los otros personajes que integraron como pilotos de los Blackhawk han demostrado durante el tiempo presente o acontecimientos de futuros alternos, como Nuestro Mundo siguió en pie de Guerra y un ejemplo de ello fue sus apariciones en Kingdom Come o la serie Mundos en Guerra. No se sabe qué conexión ha tenido más allá del homenaje e inspiración, ha tenido en otras veersiones de la serie u otros personajes pero en su caso, sobre los personajes que conformaron el clásico Blackhawk. Los actuales Blackhawk se habían convertido en un equipo alterno de la organización Checkmate.
Para el 9 de junio de 2011, DC anunciaría que la próxima etapa del equipo de los Blackhawks volvería en un nuevo volumen que está en curso como serie mensual que debutaría en el mes de septiembre de 2011, siendo parte del evento de relanzamiento de nuevas publicaciones conocido como Los Nuevos 52 siendo una estrategia publicitaria de DC Comics para atraer nuevos lectores y de paso, una renovación a todo el Universo DC. Se ha establecido que esta serie el equipo de los Blackhawks sería situada en el presente y escrita por Mike Costa y dibujada por Ken Lashley.
Tres semanas después del Ataques del 11 de septiembre, DC casualmente volvería a publicar las primeras historias pre-Pearl Harbor ocurridas en 1941 especialmente la serie publicada por Millitar Comics en la recopilación conocida como Blackhawk Archives vol. 1 (2001) como parte de una edición de tapa dura de las ediciones de archivo de DC Comics.
También los Blackhawk hicieron una aparición en la edición de febrero de 2008 en el segundo volumen de The Brave and the Bold haciendo equipo con el Boys Commando (edición correspondiente al #9).Los Blackhawks aparecion también en Superman y Batman: Generations 2, en el que ayudan a Superman, al Espectro, y a un Hawkman como robot de batalla durante la guerra. Durante la batalla, Chuck se sacrifica para destruir un misil. Durante el mismo argumento en 1997, una heroína llamada Blackhawk aparece, luchando contra Sinestro. De acuerdo con John Byrne entre sus notas en la serie generaciones 3 en el Número 1, este personaje es Janet Hall, que es la nieta del original Blackhawk, así como Hawkman (Carter Hall) y Hawkgirl (Shiera Sanders).

## Encarnaciones Internacionales
El concepto de los Blackhawk y sus personajes habían demostrado ser tan populares en el mercado internacional, así como en los Estados Unidos. Quality Comics además de tener los derechos de los Blackhawk, así también de otros de sus otros personajes, London's Boardman Books los utilizó en una serie a tres colores reimpresa que tomó la serie publicada entre 1948 y 1954. Boardman también reimprimió las historias de los Blackhawks la aventura anual en una serie de tapa dura publicada en Navidad. Muchos de las reimpresiones británicas de la serie Blackhawk fueron empaquetadas de nuevo por el director de arte de la editorial Boardman, Denis McLoughlin, que había creado al menos una historia británica original de los Blackhawk, así como ilustraciones para varias novelas de los Blackhawk. Después de que el contrato de Boardman finalizó, Strato Publications destinó a un lanzamiento especial de 68 páginas de la serie de los Blackhawk que se emitió durante 37 ediciones, entre 1956 y 1958.

## Los Aviones

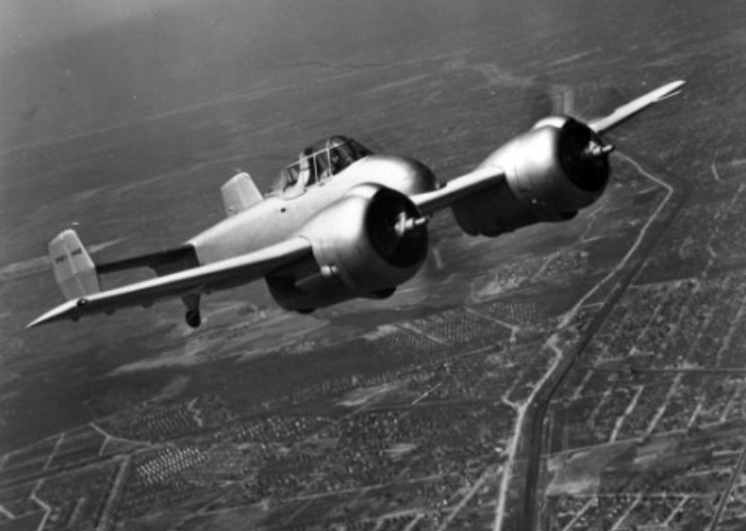
El Grumman XF5F Skyrocket, el avión insignia de los Blackhawks, piloteado por su líder, el Blackhawk.

- PZL.50A Jastrzab - Este es el avión que voló el líder de los Blackhawk en Polonia durante la invasión nazi de 1939.
- Grumman XF5F Skyrocket - Este avión caza que más se ha identificado con los Blackhawks. Este avión volaría durante la toda la Segunda Guerra Mundial y hasta bien entrado los años posteriores a la Segunda Guerra Mundial. Este es el avión se muestra en la ilustración lead-in.
- El Republic F-84 Thunderjet - Introducido durante la década de 1950, los Blackhawks los habían convertido para su escuadra de aviones. Este fue el primer avión a reacción del Escuadrón Blackhawk.
- Lockheed XF-90 - El caza experimental real fue adaptado para convertirse avión en la historieta.

- F-90 "B - Los Blackhawks volaron este avión entre 1950 y 1955.
- F-90 "C" - Los Blackhawks volaron este modelo en 1957.

- Republic F-105 Thunderchief - Los Blackhawks modificaron este avión para que tuviese capacidad VTOL.
- Lockheed F-94 Starfire - Este era el avión que Lady Blackhawk Volaba.

## Los primeros crossover
En 1942 Blackhawk estuvo involucrado en uno de los primeros ejemplos de crossovers cuando Kid Eternity los convocó en su segunda aparición en (Hit Comics #26).

## Otras versiones

### Flashpoint
En la realidad alterna de Flashpoint, el escuadrón de los Blackhawks utilizaban aviones F-35, conducidos por los pilotos Hal Jordan y Carol Ferris durante el ataque a Nueva Themyscira, pero el comando Blackhawk fueron brutalmente asesinados por las fuerzas de las Amazonas.

## En otros medios

### Televisión
En un Artwork hecho se presume que pudo haber tenido una posible aparición en un episodio no emitido de la serie de dibujos animados de los Super Amigos. El bosquejo presenta una interpretación en camisa roja de los Blackhawks y a un miembro del equipo de combate de lo que parece ser de uno de los cuatro extranjeros, mientras que en la hora de Aquaman se les ve desde el primer plano.
En la serie de Televisión animada de la Liga de la Justicia episodio "Tiempo Salvaje" contó con las apariciones de muchos de los integrantes héroes de guerra durante la Segunda Guerra Mundial, en donde incluye a los Blackhawks. Cuando los Blackhawks se unen a Superman y Hawkgirl en batalla, Hawkgirl dan cuenta de sus identificaciones. Después del líder de los Blackhawk saludan Hawkgirl, uno de los comentarios de Superman dice "Son Amigos tuyos?", A la que Hawkgirl responde "Ahora lo son".
También en la secuela de la serie de la Liga de la Justicia, en La Liga de la Justicia Ilimitada durante el primer episodio de la tercera temporada "Soy de la Legión" mostraron a Chuck como un anciano veterano (episodio al cual dio la voz en inglés por el nominado a los premios Oscar, el actor Cassel Seymour). De acuerdo con Chuck, él era el único Blackhawk aún vivía y se había casado con Mairzey como uno de los personaje de los cómics. Nunca se reveló cómo los demás murieron. El episodio centrado en Lex Luthor, la clave, el Doctor Polaris había incursionado en la isla Blackhawk que en ese entonces ya se encontraba abandonada con el fin de robar la tecnología avanzada de los Blackhawks que habían adquirido en varias misiones y se almacenaban allí (lo único que logran robar es la Lanza del Destino). Durante una persecución por el museo de la isla, una estatua o un maniquí de Lady Blackhawk se puede ver, al igual que un cuadro de Vándalo Salvaje.

### Cine
- Blackhawk era un serial fílmico de 15 partes presentados en 1952, el cual, basada en los cómics, fue producida por Sam Katzman y cuyo rol protagoico fue realizada por el actor Kirk Alyn como Blackhawk. Alyn anteriormente había interpretado para la primera versión filmica llevada a la pantalla grande sobre Superman.

- El escuadrón de los Blackhawks aparecen también en la película de animación DVD Liga de la Justicia: La Nueva Frontera, pero los pilotos que aparecen allí apenas hacen un cameo y ni siquiera se les muestran sus nombres. La única línea hablada es el grito de "Hawkah!" de uno de los pilotos, presumiblemente del propio Blackhawk. Al igual que en el cómic, el escuadrón interviene en un momento crucial, previniendo a Batman y a Green Arrow de ser aniquilados por las criaturas del Centro.

- El 17 de abril del 2018, Steven Spielberg firmó con Warner Bros. para producir y dirigir una película basada en el grupo de personajes de DC Comics, Blackhawk, junto a David Koepp (Jurassic Park, La guerra de los mundos, e Indiana Jones y el reino de la calavera de cristal) que se encargará de escribir el guion.[7][8]

### Radio
La serie radial de Los Blackhawks se emitió como programa los miércoles a las 5:30 p. m. en la emsiora de la ABC, desde septiembre a diciembre de 1950. Michael Fitzmaurice retrataba a Blackhawk.

### Novela
Blackhawk como novela fue escrita por William Rotsler siendo publicada en 1982.

## Premios
La serie de cómics en 1989 fue nominada para el Premio Squiddy para la serie permanente de 1989.